# Маккинли, Иэн
Иэн Маккинли (англ. Ian McKinley, родился 4 декабря 1989 года в Дублине) — итальянский регбист ирландского происхождения, выступавший на позиции флай-хава. Известен по играм за клуб «Бенеттон» из Про14 и сборную Италии. В 2010 году во время матча за ирландский «Ленстер» получил серьёзную травму, из-за которой ослеп на левый глаз и вынужден был приостановить карьеру, вернувшись в профессиональное регби в 2014 году. Первый в мире профессиональный игрок, получивший право выступать в защитных очках.

## Клубная карьера

### Ленстер
Воспитанник школы клуба «Ленстер», выступал за юниорские и молодёжные составы команды, дебютировал в Про12 в 2008 году в возрасте 18 лет. Учился в Дублинском колледже святого Колумбы и параллельно играл за команду «Лэнсдаун». В сезоне 2009/2010 боролся за право занять место резервного флай-хава с Ианом Мэдигэном при том, что основным флай-хавом в команде был Джонни Секстон.

### Травма и реабилитация
В январе 2010 года во время игры за дублинский колледж одноклубник Иэна случайно угодил шипами бутсы в лицо регбисту, поранив тому левый глаз. Игрок перенёс серьёзную операцию, на восстановление после которой у него ушло около полугода, прежде чем он смог снова играть хотя бы за второй состав «Ленстера». Однако последующие столкновения в ходе матчей приводили к ухудшению зрения: Маккинли за полтора года полностью ослеп на левый глаз. Опасаясь дальнейшего ухудшения ситуации, Иэн принял решение завершить игровую карьеру, к чему наставник клуба Джо Шмидт отнёсся с пониманием.
После вынужденного завершения карьеры на помощь пришёл бывший менеджер академии «Ленстера» Колли Макэнти, который предложил Иэну должность тренера в команде «Леонорсо Одерцо» из итальянского города Удине. Иэн согласился и перелетел вместе со своей невестой в Удине. По словам Иэна, который работал также в техническом персонале, из-за травмы у него не было моральных сил даже смотреть матчи, поскольку его сверстники проводили встречи на любительском и профессиональном уровне. Ситуацию спас его брат Филипп, который встретился со студентом Национального колледжа искусства и дизайна по имени Джонни Мерриган: тот вместе с компанией Raleri разработал специальные защитные очки для Маккинли.

### Возвращение
В январе 2014 года World Rugby отменил запрет на выступления для профессионалов, играющих в очках. В 2014 году Маккинли вернулся в регби: начал он как игрок своей же команды «Леонорсо Одерцо», выступавшей в Серии C (четвёртый по силе дивизион Италии): в своей первой мартовской встрече 2014 года он набрал 28 очков, а его клуб победил 65:5. Очки позволили Маккинли набрать прежнюю форму и не только защитить зрение, но и сохранить видение поля. По итогам сезона его клубу не хватило всего одного очка, чтобы выйти в Серию B.
После ещё 10 матчей за «Леонорсо Одерцо» Маккинли принял предложение от клуба «Виадана», у которого был переполнен «Лазарет», и перешёл на позицию флай-хава: в этом клубе он отыграл один сезон в турнире Топ12 (Эччеленца). В 2015 году он стал игроком «Цебре», где выступал в отсутствие ключевых игроков, уезжавших на чемпионат мира 2015 года в Англию и Кубок шести наций 2016. С сезона 2016/2017 играет за «Бенеттон» в Про14.

## Сборная
В 2009 году Маккинли отправился на чемпионат мира среди команд до 20 лет в Японию в составе ирландской сборной, где с командой занял 7-е место. Всего за тот год он сыграл 9 матчей, набрав 49 очков в составе «парней в зелёном».
После своей реабилитации и возвращения в большой спорт Маккинли отыграл три года в Италии и, не будучи заигранным за сборную Ирландии, принял предложение выступать за сборную Италии. Тренер итальянцев Конор О’Ши даже заявил Маккинли на летние тест-матчи 2017 года, однако на поле так и не решился его выпустить. Дебют за «скуадру адзурру» у ирландца состоялся 11 ноября 2017 года в Катании против Фиджи, когда он вышел на 62-й минуте вместо Карло Канны, а на 79-й минуте забил победный штрафной, закрепивший победу итальянцев со счётом 19:10.
Также в апреле 2015 года он сыграл матч за сборную звёзд «Барбарианс» против шотландского клуба «Эриотс».

## Стиль игры
В связи с потерей зрения на левый глаз Иэн Маккинли вынужден был после возобновления карьеры изменить угол, под которым он пробивал штрафные и реализации, а также двигать руками по-другому при приёме мяча и движении с мячом.

## Семья
Родители — Хорес и Пэм, есть сестра Эмма и брат Филипп. Проживает со своей супругой Корделией в Тревизо. Владеет английским и итальянским языками.